# Hotel Caracas
Hotel Caracas es el cuarto álbum de estudio del dúo venezolano Mau & Ricky. Fue lanzado al mercado bajo el sello discográfico Sony Music Latin el 31 de mayo de 2024.
El álbum se caracteriza por el estilo particular de los hermanos Montaner, aunque a diferencia de sus anteriores proyectos, este álbum se centra en ritmos alternativos como el pop, el trap, la música electrónica y la balada, con fusión con ritmos latinos; donde además, cada canción cuenta con su propio videoclip los cuales, son parte de una historia protagonizada por los hermanos Montaner. Asimismo el 20 de julio de 2023, el álbum se estrenó después de su sencillo «Canción 2».
De este álbum, se desprenden sencillos como: «Vas a destrozarme», «Gran día» y «Pasado mañana». En este álbum, están incluidas las participaciones de Arcángel, Guaynaa e Ilegales.

## Lista de canciones
| N.º | Título                           | Duración |  |
| 1.  | «Muriendo de miedo»              | 3:33     |  |
| 2.  | «Pasado mañana»                  | 2:17     |  |
| 3.  | «Canción 2»                      | 2:28     |  |
| 4.  | «David Beckham»                  | 2:15     |  |
| 5.  | «Glock»                          | 2:47     |  |
| 6.  | «Vas a destrozarme»              | 2:54     |  |
| 7.  | «Gran día» (con Guaynaa)         | 3:13     |  |
| 8.  | «Wow»                            | 2:47     |  |
| 9.  | «Fetiche»                        | 3:07     |  |
| 10. | «Manera linda de morir»          | 2:53     |  |
| 11. | «Hasta olvidarte» (con Arcángel) | 3:08     |  |
| 12. | «Espectacular» (con Ilegales)    | 2:55     |  |
| 13. | «FKN mentiroso»                  | 2:19     |  |
| 14. | «Amarte tanto»                   | 3:56     |  |
| 15. | «Karma»                          | 3:14     |  |

## Hotel Caracas: La peli
El álbum cuenta con una película llamada "Hotel Caracas: La peli", protagonizada por los hermanos Montaner y por Luis Chataing como el narrador. Escrita por Ricky Montaner, Daniel Durán y Andy Minsky, y dirigida por Daniel Durán. La película está disponible en el canal de Mau y Ricky en YouTube Premium.

### Sinopsis
Todo comienza con los hermanos Mau y Ricky en busca de una aventura hacia un lugar en particular como lo es el Hotel Caracas, pero experimentan toda clase de situaciones durante el trayecto a su destino.
- Capítulo 1 «Muriendo de miedo»: Mau y Ricky se suben a un bus que va con destino al Hotel Caracas, pero mientras que disfrutan de la vista, sufre un desperfecto y terminan caminando en la carretera. Cuenta con la participación de Ricardo Montaner.
- Capítulo 2 «Pasado mañana»:[2] Estando en espera de algún vehículo que los lleve a la próxima ciudad, Mau y Ricky conocen a dos mujeres que iban en su auto y abordan el mismo para llegar a su siguiente parada. Durante el trayecto, se desarrolla un romance entre los hermanos con las amigas que estaban en el auto.
- Capítulo 3 «Canción 2»: Los hermanos pasean por la ciudad y terminan en una lavandería. Entretanto que ambos interpretan la canción, observan a varias parejas enamoradas. Al final, entran a una puerta secreta que los lleva a otro sitio.
- Capítulo 4 «David Beckham»: La puerta secreta resulta que era una discoteca con striptease, donde ambos terminan bailando y embriagándose hasta perder la conciencia.
- Capítulo 5 «Glock»: Ambos hermanos aparecen en el desierto como resultado de su parranda. En su despertar, aparece el mismo bus en el que comenzaron su viaje por lo que, corren detrás de él en compañía de otras personas que también lo persiguen. Al final, no lo alcanzan pero encuentran una llave que cae del bus, la cual pertenecía al Hotel Caracas.
- Capítulo 6 «Vas a destrozarme»: Para ganar algo de dinero, Mau y Ricky se dedican a dar serenatas de todo tipo, pero un hombre aparece para solicitar sus servicios. Terminada la serenata, tanto Mau como Ricky acompañan a su cliente con unas cervezas por la decepción que éste vivió por la mujer que amaba.
- Capítulo 7 «Gran día»: Con el dinero ganado, los hermanos se alojan en una hacienda en las afueras de la ciudad. Para ganar más dinero, realizan trabajos dentro del lugar, pero disfrutan de la compañía de la gente y de los animales.
- Capítulo 8 «Wow»: Continuando con su camino, Mau y Ricky aprecian la belleza de las mujeres por cada sitio por el que pasan.
- Capítulo 9 «Fetiche»: Aprovechando su descanso, los hermanos entran a un spa.
- Capítulo 10 «Manera linda de morir»: Mientras ambos están en la playa, se contempla una historia de amor imposible entre la dueña de un quiosco y su cliente.
- Capítulo 11 «Hasta olvidarte»: Montados en una bicicleta, Mau y Ricky recorren por distintos paisajes y lugares.
- Capítulo 12 «Espectacular»: Los hermanos llegan a un bar donde bailan y cantan a ritmo de merengue. Culminado esto, abordan en la parte trasera de un camión.
- Capítulo 13 «Fkn mentiroso»: Mau toca la batería y Ricky canta con una guitarra en mano, mientras están en la parte trasera del camión.
- Capítulo 14 «Amarte tanto»: Ambos se quedan en el campo para cantar mientras se contemplan letreros para llegar al Hotel Caracas.
- Capítulo 15 «Karma»: Dentro del bosque, Mau y Ricky encuentran una camioneta abandonada, a la que suben precisamente con la llave que anteriormente encontraron en el desierto. Mientras recorren la carretera, recuerdan sus aventuras y vivencias antes de llegar al Hotel Caracas.